# Schlotheimia tenuiseta
Schlotheimia tenuiseta är en bladmossart som beskrevs av C. Müller in Geheeb 1881. Schlotheimia tenuiseta ingår i släktet Schlotheimia och familjen Orthotrichaceae. Inga underarter finns listade i Catalogue of Life.